# Timor (mitología)
Timor era la personificación del «Miedo» en la mitología romana. El sustantivo latino timor ha dado las voces en español, por ejemplo, «temor» y «timorato». Higino lo incluye en su nómina de abstracciones personificadas, pues lo imagina como un vástago nacido de la Tierra y de Éter. Ovidio usa su nombre en plural:
«De los cuales, éstos llenan de relatos los oídos vacíos, llevan lo narrado de uno a otro, y crece en la medida de lo inventado y añade a lo oído algo su nuevo autor. Allí está la Credulidad (Credulitas), allí el temerario Error (Error) y la vana Alegría (Laetitia), y los consternados Temores (Timores), y la repentina Sedición (Seditio), y los Susurros (Susurri) de dudoso autor. Ella misma [la Fama] ve qué cosas pasan en el cielo, en el mar y en la tierra e inquiere así a todo el orbe».
En latín existían sinónimos para expresar la emoción del miedo y sus personificaciones:
| sustantivo | significado                                                | Referencia                    |
| ---------- | ---------------------------------------------------------- | ----------------------------- |
| Formido    | terror, miedo, horror, espanto                             | [ 1 ]                         |
| Horror     | aspereza, escabrosidad, temblor, escalofrío                | [ 3 ]                         |
| Metus      | miedo, temor                                               | [ 4 ] [ 5 ] [ 6 ] [ 3 ] [ 7 ] |
| Pavor      | fuerte emoción, agitación, ansiedad, pavor, miedo, espanto | [ 8 ] [ 9 ] [ 10 ] [ 11 ]     |
| Terror     | terror, espanto, cosa terrorífica                          | [ 8 ] [ 12 ]                  |
| Timor      | miedo, temor                                               | [ 1 ] [ 2 ]                   |

No tiene un equivalente exacto en la mitología griega. Fobo (Φόβος, Phóbos) y Deimo (Δεῖμος, Deīmos), el «Temor» y el «Terror»,  son traducidos como Pavor (Fobos) y Terror (Deimos)o Terror (Deimos) y Metus (Fobos).